# Parotta
Parotta oder Borotta ist ein in der südindischen Küche weit verbreitetes ungesäuertes Fladenbrot. Es ist verwandt mit dem Paratha, einem Fladenbrot, das bevorzugt in Nordindien gebacken wird.

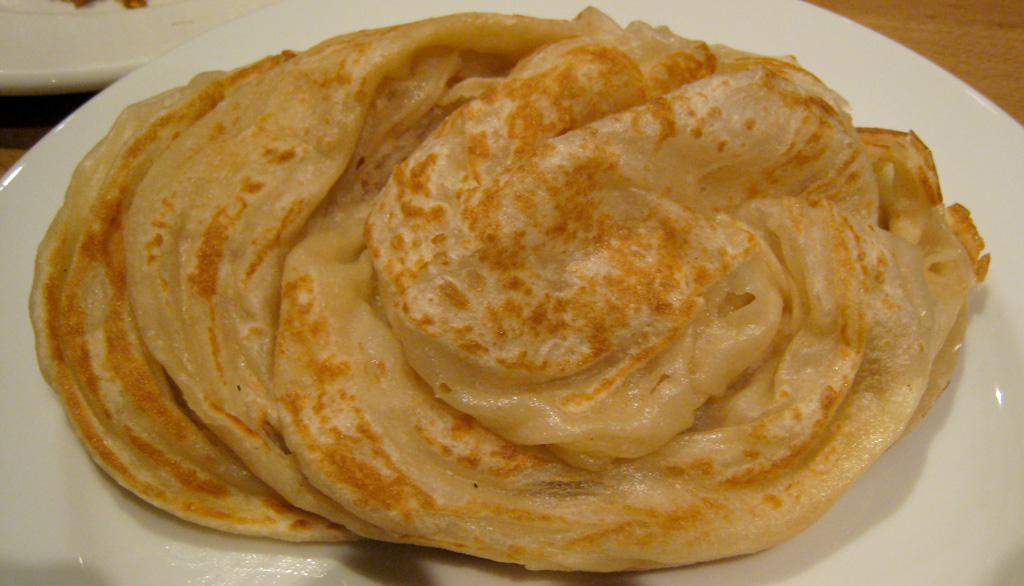
Ein Parotta

Die reichhaltigen Fladenbrote werden zu Fleisch- oder Eigerichten gereicht. In der vegetarischen Variante werden sie zuweilen auch mit Veg Kurma, einer Gemüsesoße, serviert. Traditionell werden sie in Bananenblätter eingerollt.

## Zubereitung
Parotta werden aus einem Teig aus Maida (hoch-raffiniertes Weizenmehl) und Öl zubereitet. Der besonders elastische Teig wird portionsweise mit gekonnten Handbewegungen bearbeitet, bis er hauchdünn ist, aufgerollt, kreisförmig ausgerollt und beidseitig in reichlich Öl ausgebacken.

## Verbreitung
Besonders in den südindischen Bundesstaaten Kerala, Karnataka und Tamil Nadu sowie in Sri Lanka sind Parotta verbreitet. Dort werden sie vielerorts in Restaurants oder an Straßenständen angeboten.